# Picón Bejes-Tresviso

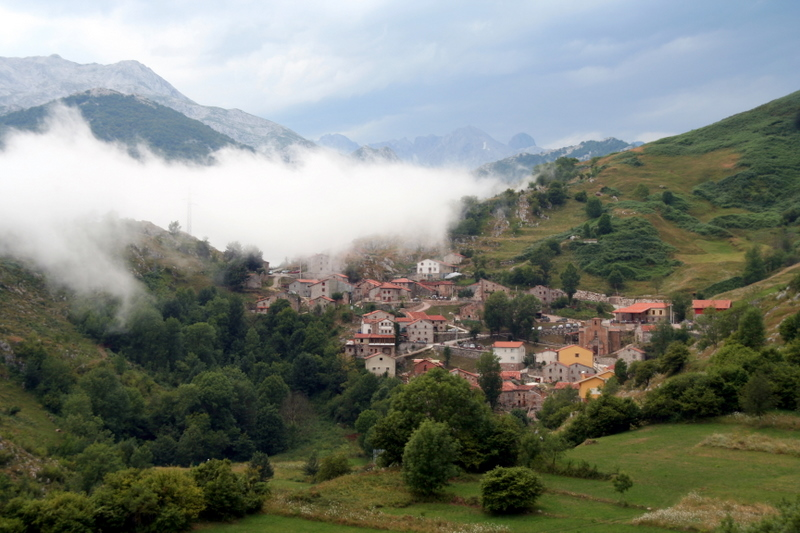
Vista de la localitat de Tresviso

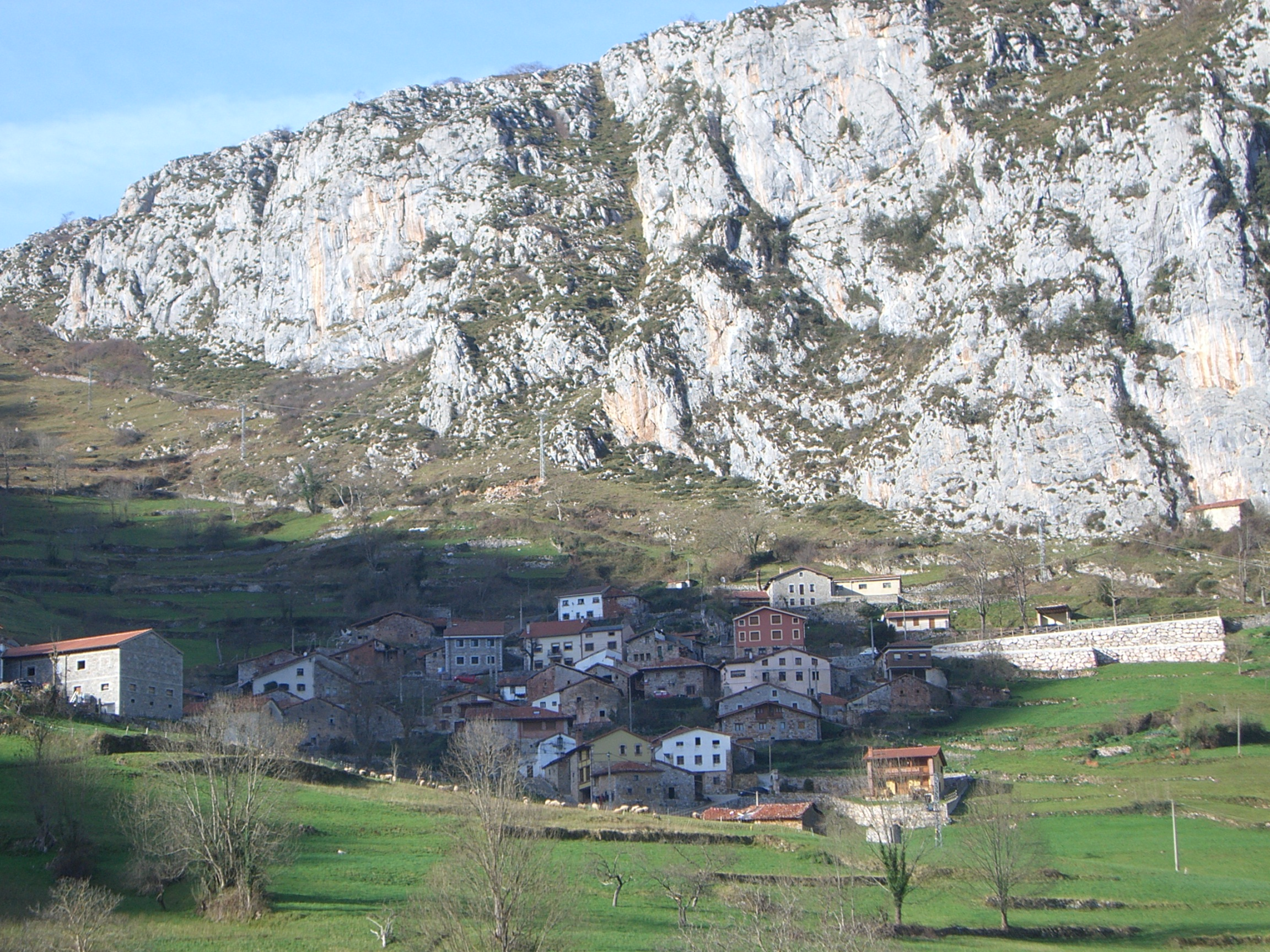
Vista de la localitat de Bejes

El formatge Picón Bejes - Tresviso, més conegut popularment com a Formatge Picón, és un formatge blau espanyol que s'elabora a la comarca de Liébana, a Cantàbria.

## Denominació d'origen
És un formatge amb denominació d'origen protegida des de 1994. Tradicionalment es coneixia com a picón de Tresviso i formatge picón de Bejes, fins que la seva regulació va unificar la denominació per a tots els formatges que es produïen a la zona i que comprèn els següents municipis: Cabezón de Liébana, Camaleño, Cillorigo de Liébana, Peñarrubia, Pesaguero, Potes, Tresviso i Vega de Liébana. Les localitats de Tresviso i Bejes són les que tradicionalment han acaparat la major part de la producció i donen nom al propi formatge.
Aquest formatge és similar a d'altres que es produeixen en diferents zones dels Pics d'Europa com el Formatge de Cabrales (Astúries) o el Formatge de Valdeón (província de Lleó). Tots ells es curen d'una manera semblant a coves situades a les muntanyes dels Pics d'Europa.

## Descripció
Té forma de cilindre. La seva altura és de 7 a 15 cm; el seu diàmetre, de 15 a 20 cm; el seu pes, de 700-2800g. L'escorça és prima, gris i amb zones groc verdoses. La pasta és untuosa, compacta i amb orificis, de color blanc amb zones i vetes de color blau verdós. El seu sabor és lleugerament picant. Igual que la resta de formatges blaus, té en la seva pasta cultius de Penicillium que proporcionen el seu color i sabor característic a causa dels floridures.
S'elabora amb llet de vaca, ovella i cabra, per això és conegut pel sobrenom de «Tres Llets». S'empra llet de les següents espècies i races: 
- Bovina: tudanca, marró-alpina i frisona
- Ovina: lacha
- Caprina: pirinenca i Cabra dels Pics d'Europa.

Aquest formatge es comercialitzava tradicionalment embolicat en fulles de fals plàtan (Acer pseudoplatanus), tot i que a causa de la regulació actualment es comercialitza embolicat en paper d'alumini daurat i amb les llegendes "Picón Bejes Tresviso", amb una etiqueta identificativa en la qual ha d'aparèixer la seva composició i el nombre de registre sanitari, els logotips de la DOP Picón Bejes Tresviso i un nombre correlatiu a cada peça que es fabrica.